# Pili y Mili
Pili y Mili fue un dúo cómico y musical femenino compuesto por las hermanas gemelas, Pilar Bayona Sarriá y Aurora Bayona Sarriá, nacidas el 10 de febrero de 1947 en Zaragoza, Aragón, España. Saltaron a la fama a principios de la década de los 60, convirtiéndose en una de las mayores figuras del género cinematográfico de las "niñas prodigio cantantes" que estaba en pleno auge en aquel entonces. Sus películas eran comedias musicales basadas en la misma fórmula de confusión de identidades (intercambio de mellizas).
Las gemelas fueron muy populares en España, México e Italia, pero su trayectoria fue breve, solo durando de 1963 a 1970. Cuando la fórmula del éxito artístico dejó de funcionar, el dúo llegó a su fin. Mili se retiró a los 22 años y se casó con un empresario de espectáculos mexicano, mientras que Pili continuó su carrera en solitario en el mundo actoral, pero ahora con su propio nombre, Pilar Bayona.

## Filmografía
- 1963: Como dos gotas de agua (Director: Luis César Amadori)
- 1964: Dos chicas locas, locas (Director: Pedro Lazaga)
- 1965: Whisky y vodka (Director: Fernando Palacios)
- 1965: Dos pistolas gemelas (Director: Rafael Romero Marchent)
- 1966: Escándalo en la familia (Director: Julio Porter)
- 1967: Un novio para dos hermanas (Director: Luis César Amadori)
- 1968: Vestidas y alborotadas (México) Dos gemelas estupendas (España) (Director: Miguel Morayta Martínez)
- 1968: Agáchate, que disparan (Director: Manuel Esteba)
- 1969: Princesa y vagabunda (Director: Miguel Morayta Martínez)
- 1970: La guerra de las monjas (Director: José María Fernández Unsáin)

## Televisión como Pili y Mili
- "Sábado ´64" (1965)

## Filmografía en solitario de Pilar
En 1970, tras la disolusión del dúo, Pilar continuó su carrera en televisión en solitario, tanto en España como en México. También actuó en teatro y apareció en varios papeles menores en cine. Tras la definitiva ausencia de su hermana Mili, se le atribuyó el nombre propio de Pilar Bayona en lugar de solo "Pili" a inicios de los 60.
1979: Los fieles sirvientes (dir. de Francesc Betriú )
1985: En penumbra (dir. de JL Lozano)